# Frank Magri
Frank Magri (Agen, 4 settembre 1999) è un calciatore camerunese con cittadinanza francese, attaccante del Tolosa e della nazionale camerunese.

## Biografia
Nato in Francia, ha origini camerunesi.

## Carriera

### Club
Prodotto delle giovanili dell'Angers fin dall'età di 15 anni, Magri ha iniziato la sua carriera professionistica con la seconda squadra nel 2019. Ha firmato il suo primo contratto professionistico con il club il 16 agosto 2021.
Il 7 gennaio 2022 si è trasferito in Ligue 2 al Bastia. Ha fatto il suo esordio fra i professionisti il 29 gennaio 2022 in una vittoria ai rigori contro lo Stade Reims in Coppa di Francia, dove ha realizzato il quarto rigore della serie.
Il 21 luglio 2023 viene acquistato dal Tolosa, con cui debutta il 13 agosto 2023, nello scontro in trasferta vinto per 2-1 contro il Nantes, subentrando all’83’.

### Nazionale
Nell'ottobre 2023 viene convocato per la prima volta dal Camerun, nazionale delle sue origini, con cui esordisce il 12 del mese stesso nell'amichevole persa contro la Russia (1-0). Realizza il suo primo gol per la selezione camerunese nel successo per 3-0 contro Mauritius.

## Statistiche

### Presenze e reti nei club
Statistiche aggiornate al 7 dicembre 2024.
| Stagione        | Squadra         | Campionato      | Campionato | Campionato | Coppe nazionali | Coppe nazionali | Coppe nazionali | Coppe continentali | Coppe continentali | Coppe continentali | Altre coppe | Altre coppe | Altre coppe | Totale | Totale | Totale |
| Stagione        | Squadra         | Comp            | Pres       | Reti       | Comp            | Pres            | Reti            | Comp               | Pres               | Reti               | Comp        | Pres        | Reti        | Pres   | Reti   |        |
| --------------- | --------------- | --------------- | ---------- | ---------- | --------------- | --------------- | --------------- | ------------------ | ------------------ | ------------------ | ----------- | ----------- | ----------- | ------ | ------ | ------ |
| 2016-2017       | Angers 2        | N3              | 5          | 3          | -               | -               | -               | -                  | -                  | -                  | -           | -           | -           | 5      | 3      |        |
| 2017-2018       | Angers 2        | N3              | 9          | 2          | -               | -               | -               | -                  | -                  | -                  | -           | -           | -           | 12     | 2      |        |
| 2018-2019       | Angers 2        | N3              | 18         | 6          | -               | -               | -               | -                  | -                  | -                  | -           | -           | -           | 18     | 6      |        |
| 2019-2020       | Angers 2        | N2              | 17         | 6          | -               | -               | -               | -                  | -                  | -                  | -           | -           | -           | 17     | 6      |        |
| 2020-2021       | Angers 2        | N2              | 9          | 3          | -               | -               | -               | -                  | -                  | -                  | -           | -           | -           | 9      | 3      |        |
| 2021-gen. 2022  | Angers 2        | N2              | 13         | 6          | -               | -               | -               | -                  | -                  | -                  | -           | -           | -           | 13     | 6      |        |
| Totale Angers 2 | Totale Angers 2 | Totale Angers 2 | 71         | 26         |                 | -               | -               |                    | -                  | -                  |             | -           | -           | 71     | 26     |        |
| gen.-giu. 2022  | Bastia          | L2              | 12         | 2          | CF              | 2               | 0               | -                  | -                  | -                  | -           | -           | -           | 14     | 2      |        |
| 2022-2023       | Bastia          | L2              | 24         | 13         | CF              | 1               | 0               | -                  | -                  | -                  | -           | -           | -           | 25     | 13     |        |
| Totale Bastia   | Totale Bastia   | Totale Bastia   | 36         | 15         |                 | 3               | 0               |                    | -                  | -                  |             | -           | -           | 39     | 15     |        |
| 2023-2024       | Tolosa          | L1              | 29         | 5          | CF              | 0               | 0               | UEL                | 8                  | 1                  | SF          | 1           | 0           | 38     | 6      |        |
| 2024-2025       | Tolosa          | L1              | 12         | 0          | CF              | -               | -               | -                  | -                  | -                  | -           | -           | -           | 12     | 0      |        |
| Totale Tolosa   | Totale Tolosa   | Totale Tolosa   | 41         | 5          |                 | 0               | 0               |                    | 8                  | 1                  |             | 1           | 0           | 50     | 6      |        |
| Totale carriera | Totale carriera | Totale carriera | 148        | 45         |                 | 3               | 0               |                    | 8                  | 1                  |             | 1           | 0           | 160    | 47     |        |

### Cronologia presenze e reti in nazionale
| Cronologia completa delle presenze e delle reti in nazionale ― Camerun | Cronologia completa delle presenze e delle reti in nazionale ― Camerun | Cronologia completa delle presenze e delle reti in nazionale ― Camerun | Cronologia completa delle presenze e delle reti in nazionale ― Camerun | Cronologia completa delle presenze e delle reti in nazionale ― Camerun | Cronologia completa delle presenze e delle reti in nazionale ― Camerun | Cronologia completa delle presenze e delle reti in nazionale ― Camerun | Cronologia completa delle presenze e delle reti in nazionale ― Camerun |
| Data                                                                   | Città                                                                  | In casa                                                                | Risultato                                                              | Ospiti                                                                 | Competizione                                                           | Reti                                                                   | Note                                                                   |
| ---------------------------------------------------------------------- | ---------------------------------------------------------------------- | ---------------------------------------------------------------------- | ---------------------------------------------------------------------- | ---------------------------------------------------------------------- | ---------------------------------------------------------------------- | ---------------------------------------------------------------------- | ---------------------------------------------------------------------- |
| 12-10-2023                                                             | Mosca                                                                  | Russia                                                                 | 1 – 0                                                                  | Camerun                                                                | Amichevole                                                             | -                                                                      | 67’                                                                    |
| 16-10-2023                                                             | Lens                                                                   | Senegal                                                                | 1 – 0                                                                  | Camerun                                                                | Amichevole                                                             | -                                                                      | 80’                                                                    |
| 17-11-2023                                                             | Douala                                                                 | Camerun                                                                | 3 – 0                                                                  | Mauritius                                                              | Qual. Mondiali 2026                                                    | 1                                                                      | 70’                                                                    |
| 21-11-2023                                                             | Bengasi                                                                | Libia                                                                  | 1 – 1                                                                  | Camerun                                                                | Qual. Mondiali 2026                                                    | -                                                                      | 90’                                                                    |
| 9-1-2024                                                               | Gedda                                                                  | Zambia                                                                 | 1 – 1                                                                  | Camerun                                                                | Amichevole                                                             | -                                                                      | 75’                                                                    |
| 15-1-2024                                                              | Yamoussoukro                                                           | Camerun                                                                | 1 – 1                                                                  | Guinea                                                                 | Coppa d'Africa 2023 - 1º turno                                         | 1                                                                      | 21’ 75’                                                                |
| 19-1-2024                                                              | Yamoussoukro                                                           | Senegal                                                                | 3 – 1                                                                  | Camerun                                                                | Coppa d'Africa 2023 - 1º turno                                         | -                                                                      |                                                                        |
| 23-1-2024                                                              | Bouaké                                                                 | Gambia                                                                 | 2 – 3                                                                  | Camerun                                                                | Coppa d'Africa 2023 - 1º turno                                         | -                                                                      | 72’                                                                    |
| 27-1-2024                                                              | Abidjan                                                                | Nigeria                                                                | 2 – 0                                                                  | Camerun                                                                | Coppa d'Africa 2023 - Ottavi di finale                                 | -                                                                      |                                                                        |
| 10-9-2024                                                              | Kampala                                                                | Zimbabwe                                                               | 0 – 0                                                                  | Camerun                                                                | Qual. Coppa d'Africa 2025                                              | -                                                                      | 68’                                                                    |
| 11-10-2024                                                             | Yaoundé                                                                | Camerun                                                                | 4 – 1                                                                  | Kenya                                                                  | Qual. Coppa d'Africa 2025                                              | -                                                                      | 78’                                                                    |
| 13-11-2024                                                             | Johannesburg                                                           | Namibia                                                                | 0 – 0                                                                  | Camerun                                                                | Qual. Coppa d'Africa 2025                                              | -                                                                      | 78’                                                                    |
| 19-11-2024                                                             | Yaoundé                                                                | Camerun                                                                | 2 – 1                                                                  | Zimbabwe                                                               | Qual. Coppa d'Africa 2025                                              | -                                                                      | 69’                                                                    |
| 19-3-2025                                                              | Nelspruit                                                              | eSwatini                                                               | 0 – 0                                                                  | Camerun                                                                | Qual. Mondiali 2026                                                    | -                                                                      | 46’                                                                    |
| 25-3-2025                                                              | Douala                                                                 | Camerun                                                                | 3 – 1                                                                  | Libia                                                                  | Qual. Mondiali 2026                                                    | -                                                                      | 73’                                                                    |
| Totale                                                                 |                                                                        | Presenze                                                               | 15                                                                     |                                                                        | Reti                                                                   | 2                                                                      |                                                                        |